# Dan Larsson
Dan Larsson (14 agosto 1958) è un ex nuotatore svedese.

## Carriera
Specializzato nelle staffette, ha vinto una medaglia di bronzo nella 4x100m stile libero ai campionati mondiali di Berlino, nel 1978.

## Palmarès
- Mondiali
  - 1978 - Berlino: bronzo nella 4x100m sl.